# Шикачик темний
Шика́чик темний (Coracina welchmani) — вид горобцеподібних птахів родини личинкоїдових (Campephagidae). Мешкає на Соломонових островах. Раніше вважався конспецифічним з меланезійським шикачиком.

## Підвиди
Виділяють чотири підвиди:
- C. w. bougainvillei (Mathews, 1928) — острів Бугенвіль;
- C. w. kulambangrae Rothschild & Hartert, E, 1916 — острів Коломбангара;
- C. w. welchmani (Tristram, 1892) — острів Санта-Ісабель;
- C. w. amadonis Cain & Galbraith, ICJ, 1955 — острів Гуадалканал.

## Поширення і екологія
Темні шикачики мешкають на Соломонових островах, зокрема на острові Бугенвіль. Вони живуть у вологих гірських і рівнинних тропічних лісах, мангрових лісах, саванах, на полях і плантаціях.